# Powiat Yamagata
Powiat Yamagata (jap. 山県郡 Yamagata-gun) – powiat w Japonii, w prefekturze Hiroszima. W 2024 roku liczył 21 997 mieszkańców.

## Miejscowości
- Akiōta
- Kitahiroshima